# Сан Бјађо (Ферара)
Сан Бјађо (итал. San Biagio) је насеље у Италији у округу Ферара, региону Емилија-Ромања.
Према процени из 2011. у насељу је живело 1515 становника. Насеље се налази на надморској висини од 2 м.